# Bea (Teruel)
Bea es un municipio y población de España, perteneciente a la Comarca del Jiloca, al noroeste de la provincia de Teruel, comunidad autónoma de Aragón, a 103 km de Teruel. Tiene un área de 23,37 km² con una población de 33 habitantes (INE 2022) y una densidad de 1,41 hab/km². El código postal es 44492.
Limita al norte con el municipio de Cucalón, al este con Loscos y Fonfría, al sur con Calamocha y al oeste con Lagueruela.

## Naturaleza
El municipio se ubica en medio del Sistema Ibérico; bajo las sierras de Cucalón y Oriche que se ubica al norte del municipio; y al sur, la sierra de Fonfría; que en esta sierra se alza el pico Pelarda, techo de Bea, con una altura de 1512 metros. Estas sierras están formadas por rocas metamórficas muy antiguas; y que posteriormente, el Huerva formaría el valle anchoso formado por depósitos aluviales del propio río dando forma al paisaje que tenemos actualmente; a la vez, cuenta con un terreno arenoso y seco. El río Huerva, que nace en el vecino municipio de Fonfría atraviesa el municipio de este a oeste, y que seguiría su curso hasta desembocar en el río Ebro, en la ciudad de Zaragoza. 
Su clima predomina de tipo mediterráneo seco; con inviernos muy fríos y veranos muy agradables; y con muy pocas lluvias. Los vientos en Bea suelen soplar de norte y sur.
Domina en el territorio matorrales, pinares y encinares.

## Historia
En el año 1248, por privilegio de Jaime I, este lugar se desliga de la dependencia de Daroca, pasando a formar parte de Sesma de Barrachina en la Comunidad de Aldeas de Daroca, que en 1838 fue disuelta.
Tenía título de aldea hasta 1711, y consiguió poco después, título de pueblo en 1785 hasta hoy.

## Demografía
Bea cuenta con una población de 27 habitantes (INE 2024).
| Gráfica de evolución demográfica de Bea entre 1842 y 2021                                                           |
| |
| Población de derecho según los censos de población del INE Población de hecho según los censos de población del INE |

## Economía
En agricultura, la gente cultiva cereales, forrajes, patatas, remolachas y alubias; mientras que, en ganadería, se ocupa de la ovina y bovina.

## Administración y política
| Período   | Alcalde                  | Partido |  |
| --------- | ------------------------ | ------- |  |
| 1979-1983 | Apolonio Navarro Beltrán | UCD     |  |
| 1983-1987 |                          |         |  |
| 1987-1991 |                          |         |  |
| 1991-1995 |                          |         |  |
| 1995-1999 |                          |         |  |
| 1999-2003 |                          |         |  |
| 2003-2007 |                          |         |  |
| 2007-2011 |                          |         |  |
| 2011-2015 | Víctor Nuño Planas       | PP      |  |

| Partido político    | Partido político                                   | 2003   | 2007   | 2011   | 2015   |
| Partido político    | Partido político                                   | Ediles | Ediles | Ediles | Ediles |
|                     | Partido Popular de Aragón (PP)                     | 1      | 1      | 1      | 1      |
|                     | Partido de los Socialistas de Aragón (PSOE-Aragón) | —      | —      | —      | —      |
|                     | Partido Aragonés (PAR)                             | —      | —      | —      | —      |
| Total de concejales | Total de concejales                                | 1      | 1      | 1      | 1      |

## Monumentos y lugares de interés
- Iglesia de San Bartolomé, barroco siglo XVIII, de mampostería, con varios retablos barrocos muy interesantes.
- Ermita de San Jorge.
- El Molino.
- Multiservicio Rural El Rebollar.

## Fiestas
- Virgen del Rosario, primer domingo de agosto